# 민주주의 다양성 연구소
민주주의 다양성 연구소(영어: V-Dem Institute)는 2014년 스타판 I. 린드베리가 설립한 각국 정부의 특성을 연구하는 기관이다.  본부는 스웨덴 예테보리 대학교 정치학과에 있다.

## 민주주의 지수
민주주의 다양성 연구소는 다양한 정부의 특성을 설명하는 여러 가지 주요 데이터 세트를 매년 무료로 공개하고 있다. 이러한 데이터 세트는 정부의 모든 측면, 특히 민주주의의 질, 포용성 및 기타 경제 지표를 설명하는 수백 개의 지표 변수에 대한 정보로 인해 정치 과학자들 사이에서 인기 있는 데이터 세트이다. 민주주의 다양성 연구소의 민주주의 지수는 여러 민주주의 지수(예: Polity 데이터 시리즈 및 프리덤 하우스의 세계 자유 지수) 중에서 가장 정교하고 세부적으로,  2020년 현재 민주주의 다양성 지수는 "1789~2019년 기간의 202개 정체를 포괄하는 470개 이상의 지표, 82개 중간 지수, 5개 상위 지수"를 보유하고 있다.  각 지표는 최소 5개국 이상의 전문가들이 독립적으로 측정한다.  민주주의 다양성은 방법론적 도구를 사용하여 전문가 평가의 신뢰도 및 신뢰 구간을 처리한다.  정치학자 다니엘 헤게두스는 민주주의 다양성 지수를 "학술 연구를 위한 양적 민주주의 데이터의 가장 중요한 제공자"라고 설명하고 있다.

## 민주주의 보고서
민주주의 다양성 연구소는 민주화와 독재화에 초점을 맞춰 세계 민주주의 상태를 설명하는 민주주의 보고서를 발행하고 있다. 민주주의 보고서는 매년 3월에 발간되며, 민주주의 보고서, 데이터 세트, 과학 기사 및 연구 보고서는 대화형 그래픽 도구도 제공하는 연구소 웹사이트에서 무료로 다운로드할 수 있다.

## V-Party 데이터세트
169개국에서 득표율 5%를 넘는 모든 정당에 대해서 민주주의 다양성 연구소에서 V-Party 데이터 세트로 게시하고 있다. V-Party 데이터 세트에는 반다원주의, 포퓰리즘, 문화적 차원, 경제적 좌-우 지수가 포함되어 있으며, 반다원주의 지수는 민주적 절차에 대한 헌신 부족, 소수자의 기본적 권리 무시, 반대자에 대한 악마화, 정치적 폭력의 수용으로 모델링된다. 데이터 세트는 정당의 반다원주의와 포퓰리즘이 높을수록 독재화가 더 심하다는 것을 보여주고 있다.

## Regimes of the World
Regimes of the World (RoW) 데이터세트는는 정치 체제를 폐쇄형 독재제, 선거 독재제, 선거 민주주의, 자유 민주주의 등 4가지 유형으로 구분하고 있으며, 이 분류는 민주주의 다양성 민주주의 지수를 기반으로 하고있다.

## 같이 보기
- V-Dem 민주주의 지수